# ジャパンカップサイクルロードレース2012
ジャパンカップサイクルロードレース2012は、ジャパンカップサイクルロードレースの21回目のレース。2012年10月20日、10月21日の両日開催された。

## 出場チーム
UCIプロチーム
- ガーミン・シャープ
- オリカ・グリーンエッジ
- リクイガス・キャノンデール
- チーム・サクソバンク - ティンコフバンク

プロフェッショナルコンチネンタルチーム
- スパイダーテック・パワードバイC10

コンチネンタルチーム
- ジェリーベリーサイクリング
- バジェットフォークリフツ
- チームNIPPO
- 愛三工業レーシングチーム
- 宇都宮ブリッツェン
- シマノレーシング

ナショナルチーム
- 日本
- 韓国

ジャパンカップクリテリウムのみ参加
- クリテリウム・スペシャルチーム

## 結果

### ジャパンカップサイクルロードレース
- 10月21日（日） 宇都宮市森林公園 151.3km UCIアジアツアー1.HC[1][2]

| 順位 | 選手名                   | 国籍           | チーム                                  | 時間          |
| ---- | ------------------------ | -------------- | --------------------------------------- | ------------- |
| 1    | イヴァン・バッソ         | イタリア       | リクイガス・キャノンデール              | 4時間01分58秒 |
| 2    | ダニエル・マーティン     | アイルランド   | ガーミン・シャープ                      | 同            |
| 3    | ラファウ・マイカ         | ポーランド     | チーム・サクソバンク - ティンコフバンク | 同            |
| 4    | フリアン・アレドンド     | コロンビア     | チームNIPPO                             | 同            |
| 5    | クリスティアン・マイアー | カナダ         | オリカ・グリーンエッジ                  | +46秒         |
| 6    | 清水都貴                 | 日本           | チームブリヂストン・アンカー            | +59秒         |
| 7    | サイモン・クラーク       | オーストラリア | オリカ・グリーンエッジ                  | 同            |
| 8    | クリストフ・ル・メヴェル | フランス       | ガーミン・シャープ                      | +1分38秒      |
| 9    | 畑中勇介                 | 日本           | シマノレーシング                        | +1分39秒      |
| 10   | ネイサン・ハース         | オーストラリア | ガーミン・シャープ                      | 同            |
| 11   | 品川真寛                 | 日本           | 愛三工業レーシングチーム                | 同            |
| 12   | 西谷泰治                 | 日本           | 愛三工業レーシングチーム                | 同            |
| 13   | ダミアーノ・カルーゾ     | イタリア       | リクイガス・キャノンデール              | 同            |
| 14   | 飯野智行                 | 日本           | 宇都宮ブリッツェン                      | 同            |
| 15   | フランソワ・パリジアン   | フランス       | スパイダーテック・パワードバイC10       | 同            |
| 16   | 別府史之                 | 日本           | オリカ・グリーンエッジ                  | 同            |
| 17   | ヤロスラフ・マルィチュ   | ポーランド     | チーム・サクソバンク - ティンコフバンク | 同            |
| 18   | 増田成幸                 | 日本           | 宇都宮ブリッツェン                      | +1分41秒      |
| 19   | マーク・オブライエン     | オーストラリア | バジェットフォークリフツ                | 同            |
| 20   | 平塚吉光                 | 日本           | シマノレーシング                        | 同            |

その他の賞
- 山岳賞
  - 3周目　中根英登（ 日本、チームNIPPO）
  - 6周目　中根英登（ 日本、チームNIPPO）
  - 9周目　井上和郎（ 日本、チームブリヂストン・アンカー）
- アジア最優秀選手賞 － 清水都貴（ 日本、チームブリヂストン・アンカー）
- U23最優秀選手賞 － ルイス・ダヴィラ（ メキシコ、ジェリーベリーサイクリング）

### ジャパンカップクリテリウム
- 10月20日（土）31.0㎞[3]

| 順位 | 選手名                 | 国籍           | チーム                                  | 時間     |
| ---- | ---------------------- | -------------- | --------------------------------------- | -------- |
| 1    | ヤロスラフ・マルィチュ | ポーランド     | チーム・サクソバンク - ティンコフバンク | 41分51秒 |
| 2    | 別府史之               | 日本           | オリカ・グリーンエッジ                  | 同       |
| 3    | ロビー・マキュアン     | オーストラリア | クリテリウム・スペシャルチーム          | 同       |
| 4    | スティール・ヴォンホフ | オーストラリア | ガーミン・シャープ                      | 同       |
| 5    | ルーク・デーヴィソン   | オーストラリア | バジェットフォークリフツ                | 同       |
| 6    | ブラッド・ハフ         | アメリカ合衆国 | ジェリーベリーサイクリング              | 同       |
| 7    | ペーター・サガン       | スロバキア     | リクイガス・キャノンデール              | 同       |
| 8    | ライアン・アンダーソン | カナダ         | スパイダーテック・パワードバイC10       | 同       |
| 9    | 廣瀬佳正               | 日本           | 宇都宮ブリッツェン                      | 同       |
| 10   | 窪木一茂               | 日本           | 日本ナショナルチーム                    | 同       |

スプリント賞
- 5周目　宮澤崇史（ 日本、チーム・サクソバンク - ティンコフバンク）
- 10周目　窪木一茂（ 日本ナショナルチーム）
- 15周目　初山翔（ 日本、宇都宮ブリッツェン）